# Campionati italiani di sci alpino 2005
I Campionati italiani di sci alpino 2005 si sono svolti a Colere, Lizzola, Monte Pora e Spiazzi di Gromo dal 15 al 19 marzo. Il programma ha incluso gare di discesa libera, supergigante, slalom gigante, slalom speciale e combinata, tutte sia maschili sia femminili.
Trattandosi di competizioni valide anche ai fini del punteggio FIS, vi hanno partecipato anche sciatori di altre federazioni, senza che questo consentisse loro di concorrere al titolo nazionale italiano.

## Risultati

### Uomini

#### Discesa libera
| Pos. | Atleta             | Nazione | Tempo   |
| ---- | ------------------ | ------- | ------- |
| 1    | Stefan Thanei      | Italia  | 1:27,45 |
| 2    | Kristian Ghedina   | Italia  | 1:27,63 |
| 3    | Peter Fill         | Italia  | 1:27,65 |
| 4    | Roland Fischnaller | Italia  | 1:28,03 |
| 5    | Alessandro Fattori | Italia  | 1:28,46 |
| 6    | Patrick Staudacher | Italia  | 1:28,57 |
| 7    | Walter Girardi     | Italia  | 1:28,60 |
| 8    | Cyril Nocenti      | Francia | 1:28,74 |
| 9    | Luca Cattaneo      | Italia  | 1:28,81 |
| 10   | Michael Gufler     | Italia  | 1:29,24 |

Data: 18 marzo

Località: Colere

#### Supergigante
| Pos. | Atleta              | Nazione | Tempo   |
| ---- | ------------------- | ------- | ------- |
| 1    | Patrick Staudacher  | Italia  | 1:21,77 |
| 2    | Peter Fill          | Italia  | 1:22,23 |
| 3    | Michael Gufler      | Italia  | 1:22,63 |
| 4    | Walter Girardi      | Italia  | 1:22,78 |
| 5    | Roland Fischnaller  | Italia  | 1:22,89 |
| 6    | Stefan Thanei       | Italia  | 1:22,91 |
| 7    | Christof Innerhofer | Italia  | 1:23,09 |
| 8    | Alessandro Fattori  | Italia  | 1:23,18 |
| 9    | Florian Eisath      | Italia  | 1:23,23 |
| 10   | Kristian Ghedina    | Italia  | 1:23,35 |

Data: 19 marzo

Località: Colere

#### Slalom gigante
| Pos. | Atleta                         | Nazione   | Tempo   |
| ---- | ------------------------------ | --------- | ------- |
| 1    | Manfred Mölgg                  | Italia    | 2:10,94 |
| 2    | Alberto Schieppati             | Italia    | 2:11,54 |
| 3    | Massimiliano Blardone          | Italia    | 2:11,79 |
| 4    | Marc Berthod                   | Svizzera  | 2:12,49 |
| 5    | Cristian Javier Simari Birkner | Argentina | 2:13,20 |
| 6    | Peter Fill                     | Italia    | 2:13,26 |
| 7    | Florian Eisath                 | Italia    | 2:13,30 |
| 8    | Mirko Deflorian                | Italia    | 2:13,43 |
| 9    | Luca Moretti                   | Italia    | 2:13,51 |
| 10   | Patrick Thaler                 | Italia    | 2:13,58 |

Data: 16 marzo

Località: Spiazzi di Gromo

#### Slalom speciale
| Pos. | Atleta                         | Nazione   | Tempo   |
| ---- | ------------------------------ | --------- | ------- |
| 1    | Cristian Deville               | Italia    | 1:33,27 |
| 2    | Manfred Mölgg                  | Italia    | 1:33,91 |
| 3    | Urs Imboden                    | Svizzera  | 1:34,54 |
| 4    | Hannes Paul Schmid             | Italia    | 1:34,79 |
| 5    | Andreas Erschbamer             | Italia    | 1:34,88 |
| 6    | Alan Perathoner                | Italia    | 1:35,19 |
| 7    | Luca Tiezza                    | Italia    | 1:35,42 |
| 8    | Cristian Javier Simari Birkner | Argentina | 1:36,34 |
| 9    | Stefano Gross                  | Italia    | 1:38,15 |
| 10   | Peter Fill                     | Italia    | 1:38,59 |

Data: 15 marzo

Località: Monte Pora

#### Combinata
| Pos. | Atleta        | Nazione |
| ---- | ------------- | ------- |
| 1    | Peter Fill    | Italia  |
| 2    | Stefan Thanei | Italia  |
| 3    | Luca Tiezza   | Italia  |

Data: 19 marzo

### Donne

#### Discesa libera
| Pos. | Atleta             | Nazione | Tempo   |
| ---- | ------------------ | ------- | ------- |
| 1    | Elena Fanchini     | Italia  | 1:32,36 |
| 2    | Lucia Recchia      | Italia  | 1:32,85 |
| 3    | Verena Stuffer     | Italia  | 1:33,07 |
| 4    | Wendy Siorpaes     | Italia  | 1:33,09 |
| 5    | Daniela Merighetti | Italia  | 1:33,21 |
| 6    | Camilla Borsotti   | Italia  | 1:33,39 |
| 6    | Johanna Schnarf    | Italia  | 1:33,39 |
| 8    | Nadia Fanchini     | Italia  | 1:33,43 |
| 9    | Carolina Ruiz      | Spagna  | 1:33,77 |
| 10   | Hilary Longhini    | Italia  | 1:34,06 |

Data: 15 marzo

Località: Colere

#### Supergigante
| Pos. | Atleta             | Nazione | Tempo   |
| ---- | ------------------ | ------- | ------- |
| 1    | Carolina Ruiz      | Spagna  | 1:17,74 |
| 2    | Lucia Recchia      | Italia  | 1:17,92 |
| 3    | Camilla Borsotti   | Italia  | 1:18,04 |
| 4    | Nadia Fanchini     | Italia  | 1:18,30 |
| 5    | Daniela Ceccarelli | Italia  | 1:18,39 |
| 6    | Wendy Siorpaes     | Italia  | 1:18,43 |
| 7    | Johanna Schnarf    | Italia  | 1:18,62 |
| 8    | Elena Fanchini     | Italia  | 1:18,65 |
| 9    | Hilary Longhini    | Italia  | 1:18,66 |
| 10   | Giulia Gianesini   | Italia  | 1:18,70 |

Data: 16 marzo

Località: Colere

#### Slalom gigante
| Pos. | Atleta             | Nazione  | Tempo   |
| ---- | ------------------ | -------- | ------- |
| 1    | Karen Putzer       | Italia   | 1:45,66 |
| 2    | Nicole Gius        | Italia   | 1:46,83 |
| 3    | Lucia Recchia      | Italia   | 1:47,54 |
| 4    | Daniela Merighetti | Italia   | 1:47,63 |
| 5    | Anna Marconi       | Italia   | 1:47,68 |
| 6    | Hilary Longhini    | Italia   | 1:47,87 |
| 7    | Noriyo Hiroi       | Giappone | 1:48,05 |
| 8    | Hiromi Yumoto      | Giappone | 1:48,10 |
| 9    | Manuela Mölgg      | Italia   | 1:48,24 |
| 10   | Alessia Pittin     | Italia   | 1:48,48 |

Data: 18 marzo

Località: Lizzola

#### Slalom speciale
| Pos. | Atleta             | Nazione     | Tempo   |
| ---- | ------------------ | ----------- | ------- |
| 1    | Noriyo Hiroi       | Giappone    | 1:40,47 |
| 2    | Nicole Gius        | Italia      | 1:41,56 |
| 3    | Hilary Longhini    | Italia      | 1:42,39 |
| 4    | Hiromi Yumoto      | Giappone    | 1:42,67 |
| 5    | Daniela Merighetti | Italia      | 1:42,75 |
| 6    | Silke Bachmann     | Italia      | 1:42,81 |
| 7    | Johanna Schnarf    | Italia      | 1:42,82 |
| 8    | Joanna Greig       | Regno Unito | 1:43,62 |
| 9    | Camilla Borsotti   | Italia      | 1:43,70 |
| 10   | Giulia Gianesini   | Italia      | 1:43,90 |

Data: 19 marzo

Località: Monte Pora

#### Combinata
| Pos. | Atleta             | Nazione |
| ---- | ------------------ | ------- |
| 1    | Daniela Merighetti | Italia  |
| 2    | Hilary Longhini    | Italia  |
| 3    | Camilla Borsotti   | Italia  |

Data: 19 marzo